# Półczynek
Półczynek – przysiółek wieś Udorpie w Polsce, położony w województwie pomorskim, w powiecie bytowskim, w gminie Bytów. Wchodzi w skład sołectwa Udorpie.
W latach 1975–1998 przysiółek położony był w województwie słupskim.